# حاکمیت محلی
آزادی محلی یا خودفرمانی، حق یک کشور یا یک ناحیه است تا قوانین و حکومت آزادانه خودش را در آن منطقه داشته باشد، علی‌الخصوص هنگامی که پیش از آن تحت تسلط حکومت بیگانه‌ای بوده باشد. به بیانی دیگر قدرتِ زیربخش‌های (اداری) یک دولت، برای اعمال قوانین حکومتی در منطقه اداری مربوط است به شرط آن که توسط دولت مرکزی (یا ایالتی) اختیارات غیر متمرکز شده باشند.
در انگلستان، مقررات محلی به طور سنتی با اشاره به استقلال اداری یا قدرت سیاسی ملت‌های زیرمجموعه مانند ایرلند و بعد اسکاتلند، ولز و ایرلند شمالی دارد. در ایالات متحده و دیگر کشورهایی که به صورت فدراسیون اداره می‌شوند، اصطلاح مقررات محلی معمولاً اشاره به روند و ساز و کارهایی دارد که از سوی شهرداری‌ها، شهرها یا سایر سطوح دولت‌های محلی در سطحی پائین‌تر از دولت فدرال صورت می‌گیرد. مثال دیگر آن می‌تواند وضعیت گرینلند و جزایر فارو در ارتباط با دانمارک باشد.
قانون خانگی قابل مقایسه با فدرالیسم نیست. در یک سیستم فدرال، به عنوان مثال کانادا، جمهوری فدرال آلمان، سوئیس، برزیل، اتیوپی و ایالات متحده آمریکا، قانون اساسی تضمین‌شده وجود دارد.

## ایرلندی صفحه اصلی قانون
موضوع آزادیهای محلی ایرلند از مناقشه‌های بزرگ ایرلند و بریتانیا در پایان قرن ۱۹ و آغاز قرن ۲۰ بود.